# Passage du Commerce
Ne doit pas être confondu avec Passage du Commerce-Saint-Martin.
Le passage du Commerce est une voie privée de Nantes, en France.

## Situation et accès
Située dans le centre-ville de Nantes, l'entrée du passage, actuellement en impasse, se trouve sous un porche actuellement fermée par un portail, situé au niveau du no 2 de la place de la Bourse, à la limite sud de la rue de la Fosse.

## Historique
Cette voie, apparue avec certitude au XVIIIe siècle, a porté le nom de « rue du Bouvet », du nom d'une propriété, la tenue du Bouvet, et d'un manoir. Le nom de « rue de Bouvette » apparaît également sur les plans.
La rue reliait la rue de la Fosse (sur une portion aujourd'hui intégrée à la place de la Bourse) à la rue Santeuil. Au début du XXe siècle, des vestiges de la première bourse de commerce de Nantes étaient visibles dans une des cours traversées par la rue.
En 1804, un certain Léonard crée le passage sous sa forme moderne. À l'origine, il comptait deux issues au sud, la seconde, qui se situait au no 24 de la rue de la Fosse, a disparu. La vocation commerciale du passage n'a eu que peu de succès, seules quelques boutiques s'y sont installées. Cette ruelle était peu sûre, et c'était une voie marquée par la prostitution.
Henri Désiré Charpentier, fils de Pierre Henri Charpentier dont il hérite d'un magasin de livres et d'objets d'art, achète, en 1861, un groupe d'immeubles desservis par le passage du Commerce, pour installer un atelier de lithographie. Par la suite, cet atelier est coupé en deux. Un magasin d'instruments de musique l'occupe partiellement, tandis que le CAL (Culture Animation Loisir) de La Poste dispose de l'autre partie, où se trouvent toujours une galerie et une verrière, vestiges de l'ancien atelier.
En 1910, l'« Imprimerie du Commerce » (plus tard occupée par Presse-Océan), qui occupe le nord du passage, s'agrandit, et l'accès nord donnant sur la rue Santeuil est fermé.
Les travaux de construction de passage Cœur-de-Nantes (qui communique lui-même avec le passage Pommeraye) ont débuté en octobre 2013 et ont duré deux ans et demi. Le bâtiment construit en lieu et place de l'ancienne « Imprimerie du Commerce », associant commerces et logements, communique avec le passage par l'intermédiaire d'une issue de secours.